# Yakovlev Yak-7
Yakovlev Yak-7 là một máy bay tiêm kích được phát triển từ máy bay chiến đấu Yak-1, lúc đầu nó được chế tạo với nhiệm vụ là huấn luyện, nhưng sau đó nó đã được cải tiến để thành máy bay chiến đấu. Và nó được sử dụng với cả hai mục đích là huấn luyện và chiến đấu, Yak-7 đã chứng minh được đây là một máy bay tốt, dễ sử dụng và được các phi công ưa thích.

## Thiết kế và phát triển
Vào năm 1939, Alexander Yakolev đã thiết kế một máy bay huấn luyện 2 chỗ ngồi, đầu tiên nó có tên gọi là "I-27" và sau đó là "UTI-26", nó được đề xuất xem xét cùng với bản vẽ I-26 gốc mà sau này trở thành Yak-1. "UTI" (Uchebno Trenirovochnyi Istrebitel, có nghĩa là: Huấn luyện chiến đấu) dự định được đưa vào để huấn luyện cho các phi công đã có kinh nghiệm, giúp họ làm quen với máy bay có hiệu năng cao cấp trước khi chuyển tiếp qua một máy bay chiến đấu mới. Với công trình phát triển được bắt đầu vào năm 1940, UTI-26 không giống với những bản vẽ các mẫu trước đó, nó có sải cánh lớn hơn để củng cố sự cân bằng cũng như có buồng lái với hệ thống điều khiển kép và một hệ thống truyền đạt thông tin sơ bộ. Nó được trang bị một súng máy 7.62 mm ở nắp đậy máy, chủ yếu sử dụng trong huấn luyện, nhưng Yakovlev lại hình dung đến một loại máy bay đa mục đích mà có thể làm máy bay thông tin, vận chuyển nhẹ tại chiến trường.
Những máy bay sản xuất đầu tiên được biết đến với tên gọi Yak-7UTI có một thể co rút bộ phận bánh máy bay, nhưng bắt đầu vào mùa hè năm 1941, nó đã được cố định hệ thống bánh cất hạ cánh, phiên bản có tên gọi là Yak-7V (Vyvozoni có nghĩa là Phổ biến) đã thay thế cho yak-7UTI. Nhà máy sản xuất máy bay đã trình bày cho việc cố định bánh máy bay sẽ dễ dàng hơn cho việc sản xuất và giảm bớt các tác hại cho việc huấn luyện. Yak-7UTI và Yak-7V cũng được trang bị các ván trượt để hoạt động trong mùa đông.
Một đội nhà máy, trên sáng kiến của riêng mình, đã cải tạo một chiếc Yak-7UTI thành máy bay chiến đấu, với 2 súng máy ShKAS 7.62 mm ở nắp đậy máy, một pháo ShVAK 20 mm ở mũi máy bay và các giá treo ở cánh mang 6 tên lửa RS-82. Một tấm giáp cũng được thêm vào sau ghế cả phi công, bể nhiên liệu cũng được bọc sắt. Buồng lái được mở rộng thêm, ghế thứ nhất được cố định cho phép đặt thêm một chỗ ngồi nữa (không có điều khiển), dùng cho người truyền tin, những nhiệm vụ vận chuyển nhanh hay một thùng nhiên liệu phụ để tăng tầm hoạt động của máy bay. Không gian trên máy bay được mở rộng có thể tăng thêm số bom hoặc các thiết bị khác. Dù mới đầu Yakovlev không thích "vật lai", nhưng Yak-7 tỏ ra rất giống với Yak-1 trong chỉ tiêu hiệu suất dù không giống nhau về khả năng thao diễn. Với một sự đảm bảo như một "giấy phép" từ Không quân Xô viết, Yak-7 đã được đưa vào dây chuyền sản xuất và lô đầu tiên gồm 60 chiếc đã được trang bị cho các phi đội vào cuối năm 1941.

## Lịch sử hoạt động
Yak-7 đã chứng tỏ là một máy bay hỗ trợ hiệu quả mặc dù những phiên bản 2 chỗ ngồi thường làm cho mũi máy bay nặng nề, do đó, người ta đã thiết kế thùng nhiên liệu ở ghế phía sau của buồng lái. Các phi công thường than phiền về thùng nhiên liệu dễ bị tấn công, do nó không được bọc giáp. Có những sự thay đổi triền miên cho tới thiết kế cơ bản dựa trên việc quan sát các trận không chiến, là một phiên bản một chỗ, có tên gọi là Yak-7B được sản xuất với số lượng lớn.
Sau chiến tranh thế giới II, một vài chiếc Yak-7V huấn luyện đã được giao cho Ba Lan và một chiếc Yak-7V cũng được giao cho Hungari để cho phi công làm quen với máy bay tiêm kích mới Yak-9.

## Các phiên bản

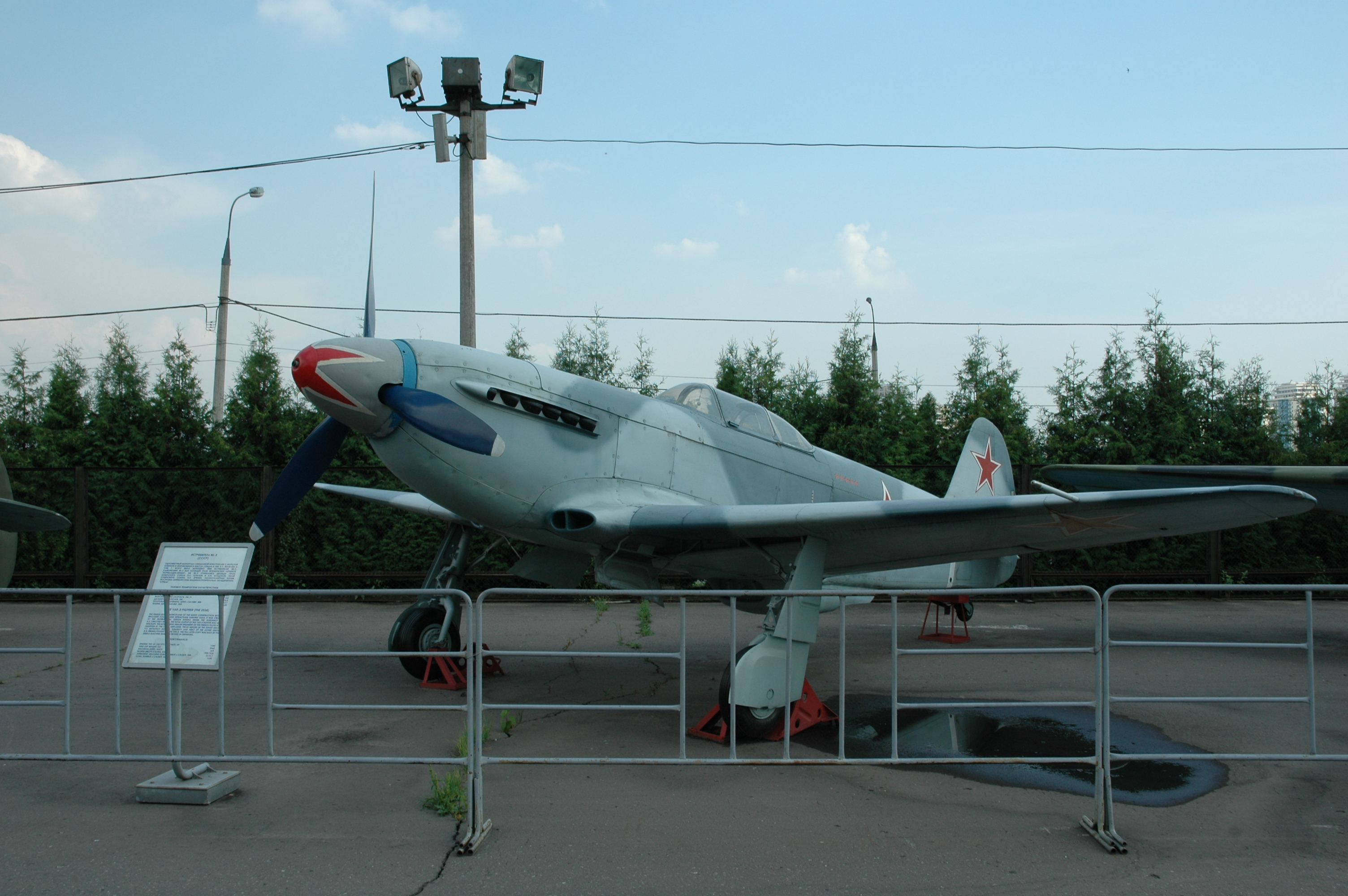
Yak-7 ở Maskva

- Ya-27 - mẫu thử nghiệm 2 chỗ được nâng cấp từ I-26.
- Yak-7UTI - phiên bản 2 chỗ thông rin/huấn luyện ban đầu.
- Yak-7V - (UTI-26, vyvoznoy) phiên bản sản xuất 2 chỗ; khoảng 1.500 chiếc đã được chế tạo.
- Yak-7A - phiên bản tiêm kích một chỗ với động cơ pít-tông M-105P.
- Yak-7B - phiên bản nâng cấp của Yak-7A (giảm kích thước sải cánh, đơn giản hóa hệ thống bánh cất cánh hạ cánh, trang bị tốt hơn), khoảng 5000 chiếc đã được chế tạo.
- Yak-7D - mẫu thử nghiệm tầm xa.
- Yak-7K Người truyền tin - phiên bản chở VIP. Nâng cấp từ Yak-7B vào năm 1944.
- Yak-7U Mark
- Yak-7PVRD - thí nghiệm - có 2 động cơ phản lực DM-4 dưới cánh. 2 chiếc được chế tạo.
- Yak-7DI - mẫu phát triển cho Yak-9.
- Yak-7 M-82 - phiên bản với động cơ mới loại M-82. Thử nghiệm vào năm 1941.
- Yak-7R - dự án máy bay phản lực với 3 động cơ phản lực nhiên liệu lỏng vào năm 1942.
- Yak-7R - phiên bản với động cơ Jumo 004. Có nguồn tin cho rằng nó đã được chế tạo ở Tblilisi và bay trên Quảng trường Đỏ trong một lễ duyệt binh năm 1947.
- Yak-7R - Yak-3 với động cơ phản lực Jumo 004. Việc phát triển bắt đầu sau năm 1945. Bay lần đầu tiên vào năm 1946.
- Yak-7T - 2 chiếc được thử nghiệm trang bị vũ khí hạng nặng, gồm pháo NS-37 37 mm và NS-45 45 mm.

## Các nước sử dụng
Bulgaria

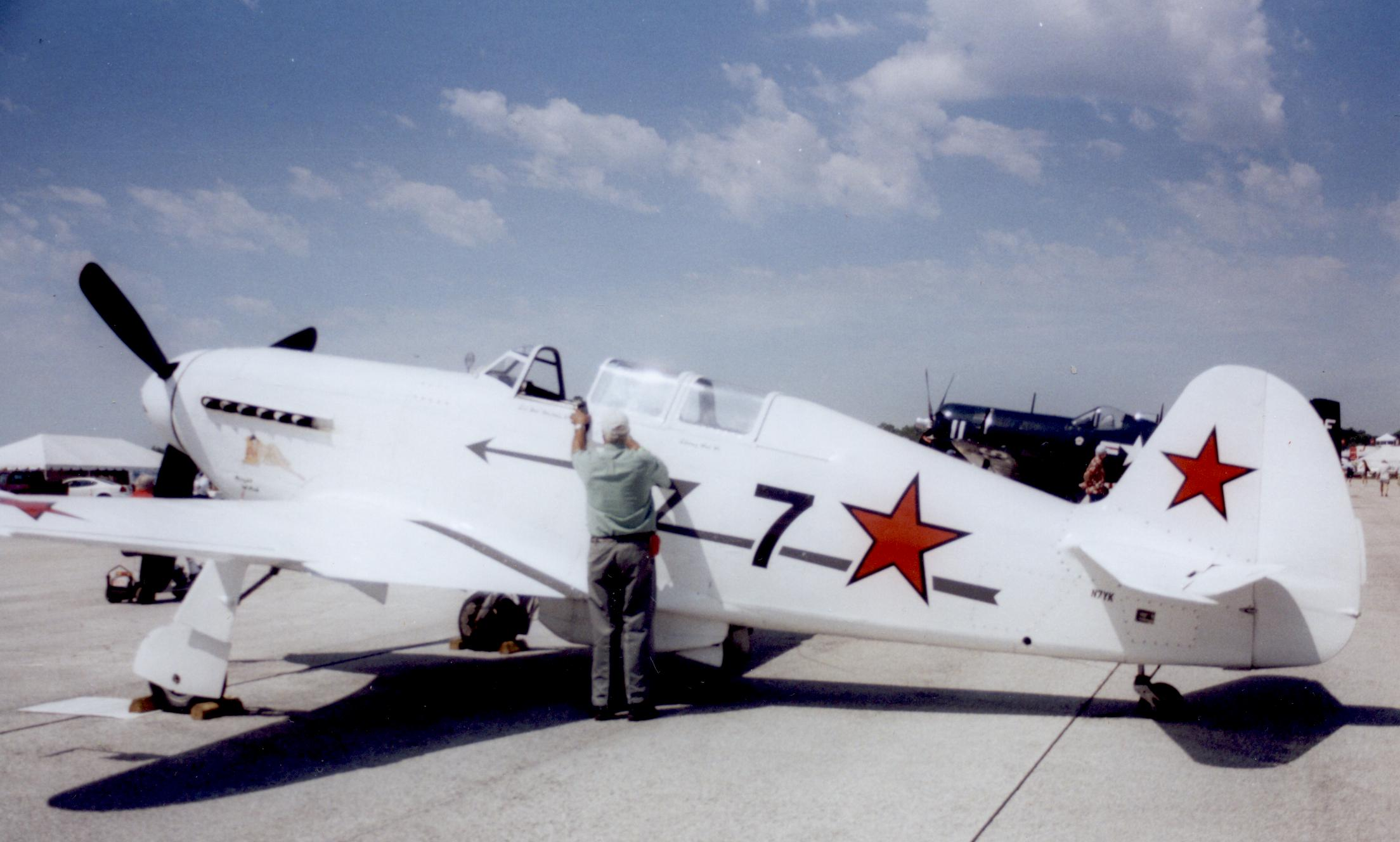
LET C-11 được sửa đổi để phác thảo Yak-7, Lakeland, Florida, tháng 4 năm 2007

- Không quân Bulgari có 3 chiếc Yak-7V.

 Ba Lan
- Không quân Ba Lan có vài chiếc Yak-7B để huấn luyện trong Trung đoàn Tiêm kích số 1 "Warszawa". Vài chiếc Yak-7V được sử dụng trong huấn luyện và vận chuyển yếu nhân. Yak-7 hoạt động trong Không quân Ba Lan từ tháng 9 năm 1943 đến 23 tháng 9 năm 1946.

 Liên Xô
- Không quân Xô viết

 Nam Tư
- Không quân Nam Tư có 2 chiếc Yak-7V.

 Albania
- Không quân Albania năm 1945 có 20 chiếc huấn luyện Yak-7V 2 chỗ ngồi. Và có 30 chiếc Yak-7A được nâng cấp từ chiếc tiêm kích Yak-7 đơn để đưa vào phục vụ.Tổng cộng có 50 chiếc.

 Pháp
- Không quân Pháp tự do hoạt động một vài chiếc trong trung đoàn Normandie-Niemen.

 Hungary
- Không quân Hungarian một chiếc Yak-7V để tập cho quen với máy bay tiêm kích Yak-9.

 Mongolia
- Không quân nhân dân Mongolian hoạt động một vài chiếc để huấn luyện.

## Thông số kỹ thuật (Yak-7A)

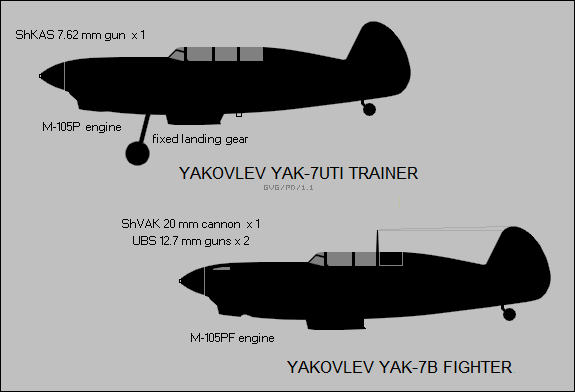

### Đặc điểm riêng
- Phi đoàn: 1
- Chiều dài: 27 ft 11 in (8.50 m)
- Sải cánh: 32 ft 10 in (10.00 m)
- Chiều cao: 9 ft 0 in (2.75 m)
- Diện tích : 185 ft² (17.2 m²)
- Trọng lượng rỗng: 5.449 lb (2.477 kg)
- Trọng lượng cất cánh: 6.512 lb (2.960 kg)
- Trọng lượng cất cánh tối đa: n/a
- Động cơ: 1× Klimov M-105P, 1.050 hp (783 kW)

### Hiệu suất bay
- Vận tốc cực đại: 355 mph (571 km/h) ở độ cao 5.000 m
- Tầm bay: 401 miles (643 km)
- Trần bay: 30.340 ft (9.250 m)
- Vận tốc lên cao: 2.411 ft/min (12 m/s)
- Lực nâng của cánh: 35 lb/ft² (172.6 kg/m²)
- Lực đẩy/trọng lượng: 0.16 hp/lb (0.26 kW/kg)

### Vũ khí
- 1x pháo ShVAK 20 mm
- 2x súng máy ShKAS 7.62 mm